# بورهام
بورهام (به انگلیسی: Boreham) یک روستا و محله مدنی در بریتانیا است که در اسکس واقع شده‌است. بورهام ۱۵٫۵۴ کیلومتر مربع مساحت و ۳٬۵۹۷ نفر جمعیت دارد.